# Guzzini Challenger 2011
Il Guzzini Challenger 2011 è stato un torneo professionistico di tennis maschile giocato sul cemento. È stata la 9ª edizione del torneo, che fa parte dell'ATP Challenger Tour nell'ambito dell'ATP Challenger Tour 2011. Si è giocato a Recanati in Italia dal 25 al 31 luglio 2011.

## Partecipanti

### Teste di serie
| Nazionalità | Giocatore         | Ranking* | Testa di serie |
| ----------- | ----------------- | -------- | -------------- |
| Germania    | Rainer Schüttler  | 111      | 1              |
| Slovenia    | Grega Žemlja      | 137      | 2              |
| Italia      | Paolo Lorenzi     | 141      | 3              |
| Francia     | Kenny de Schepper | 145      | 4              |
| Belgio      | Ruben Bemelmans   | 146      | 5              |
| Francia     | Arnaud Clément    | 150      | 6              |
| Romania     | Adrian Ungur      | 158      | 7              |
| Paesi Bassi | Igor Sijsling     | 177      | 8              |

- Ranking al 18 luglio 2011.

### Altri partecipanti
Giocatori che hanno ricevuto una wild card:
- Federico Gaio
- Paolo Lorenzi
- Giacomo Miccini
- Federico Torresi

Giocatori che sono passati dalle qualificazioni:
- Andrea Agazzi
- Flavio Cipolla
- Fabrice Martin
- Matwé Middelkoop

## Campioni

### Singolare
Fabrice Martin ha battuto in finale  Kenny de Schepper con il punteggio di 6–1, 6(6)–7, 7–6(3)

### Doppio
Frederik Nielsen /  Ken Skupski hanno battuto in finale  Federico Gaio /  Purav Raja con il punteggio di 6–4, 7–5